# Arvicola
Arvicola là một chi động vật có vú trong họ Cricetidae, bộ Gặm nhấm. Chi này được Lacepede miêu tả năm 1799. Loài điển hình của chi này là Mus amphibius Linnaeus, 1758.

## Hình ảnh

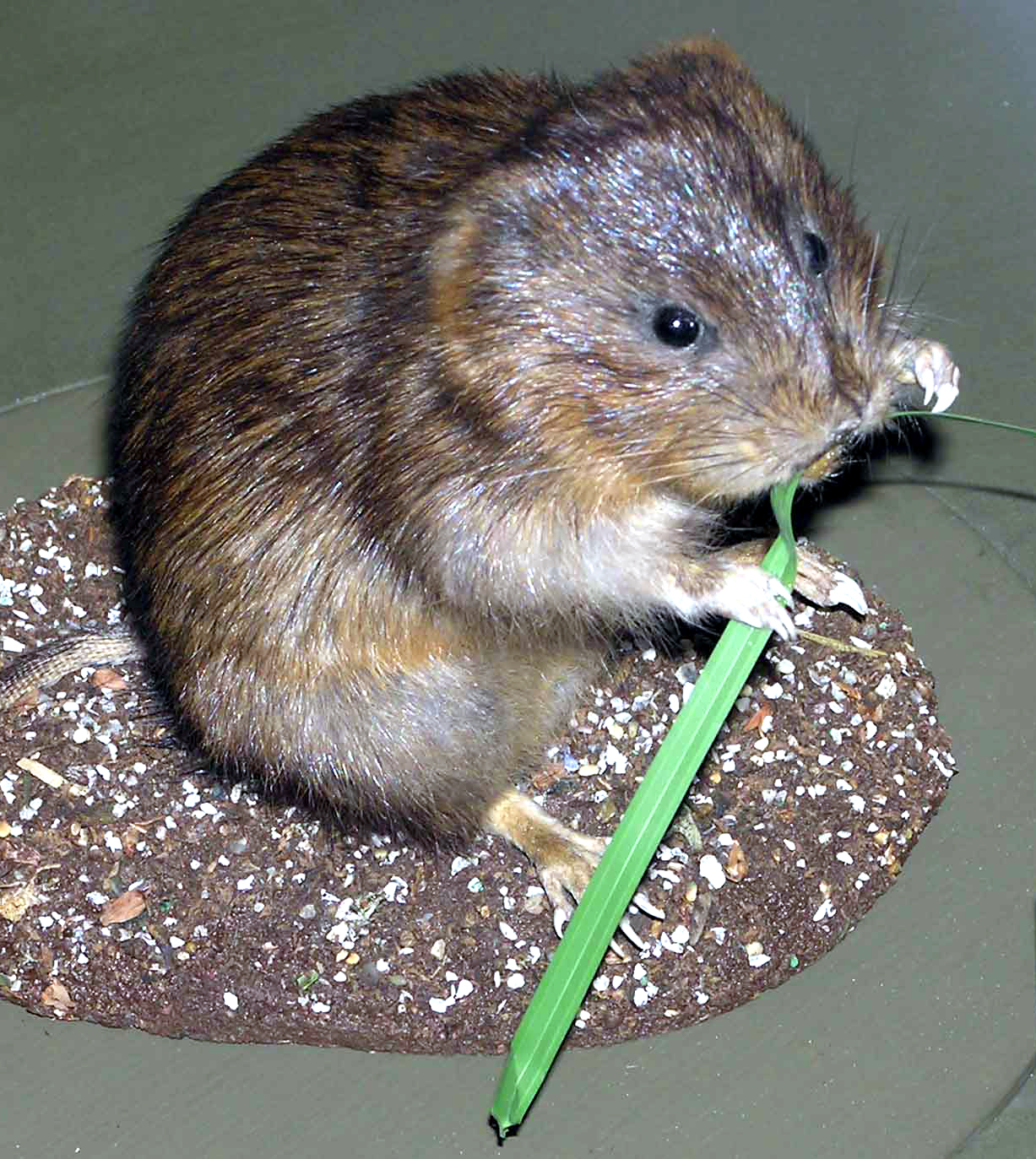
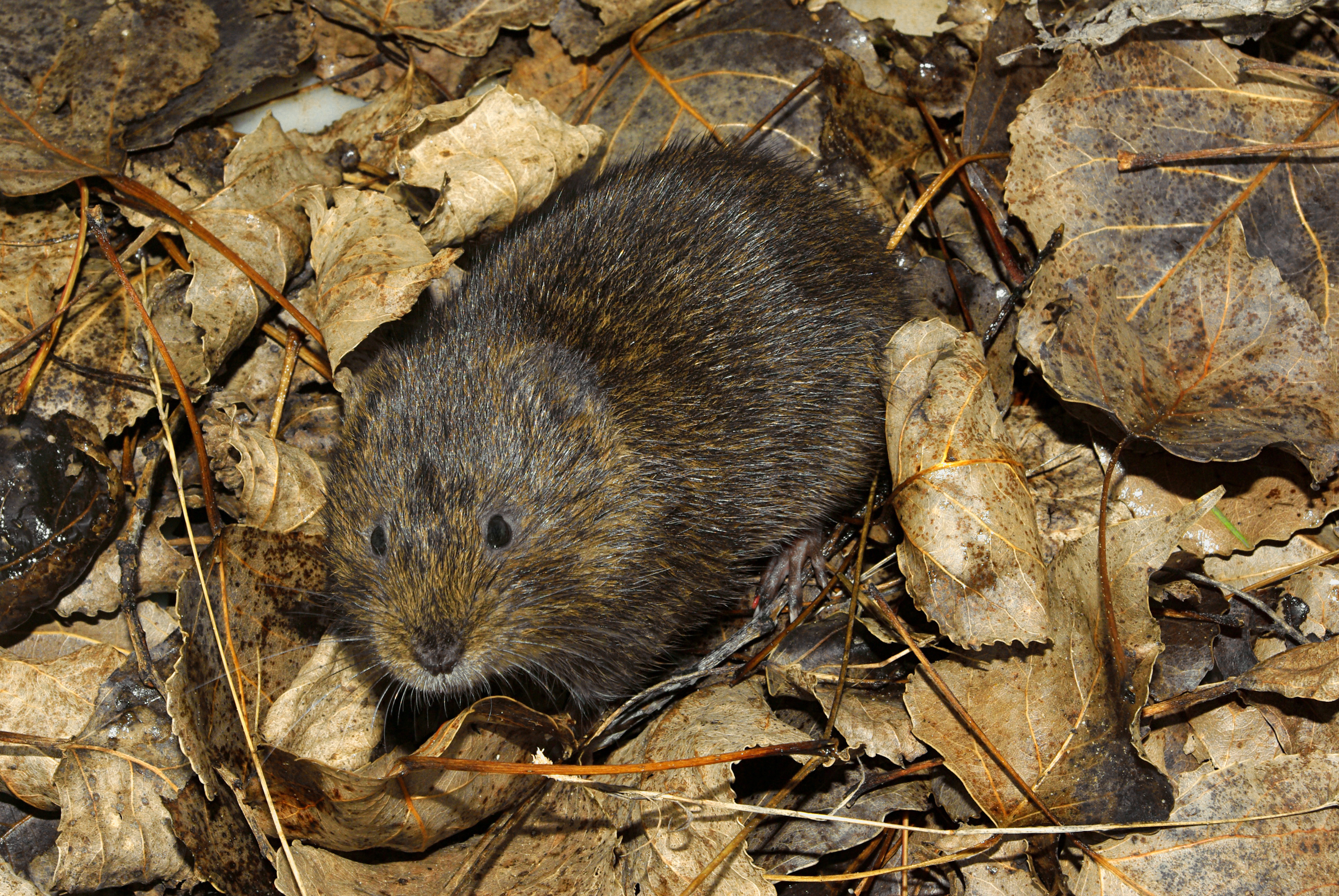

## Các loài
Chi này gồm các loài:
- Arvicola amphibius
- Arvicola sapidus
- Arvicola scherman
- Arvicola jacobeus